# Thalassosmittia nemalione
Thalassosmittia nemalione är en tvåvingeart som först beskrevs av Tokunaga 1936.  Thalassosmittia nemalione ingår i släktet Thalassosmittia och familjen fjädermyggor. Inga underarter finns listade i Catalogue of Life.